# Iassus xantholues
Iassus xantholues är en insektsart som beskrevs av Walker 1851. Iassus xantholues ingår i släktet Iassus och familjen dvärgstritar. Inga underarter finns listade i Catalogue of Life.